# Natalia Dumitresco
Natalia Dumitresco (născută Natalia Dumitrescu; n. 20 decembrie 1915, București, România – d. 3 iulie 1997, Chars⁠(d), Île-de-France, Franța) a fost o pictoriță abstractă româno-franceză asociată, după cel de-al Doilea Război Mondial, cu salonul de la Paris Réalités Nouvelles, o mișcare influențată de arta pictorilor Vasili Kandinski și Alberto Magnelli. Alți pictori expresioniști abstracți asociați cu Réalités Nouvelles au fost Serge Poliakoff și Alexandre Istrati. Mai târziu, Dumitresco s-a căsătorit cu Alexandre Istrati (1915 - 1991).
În 1947 s-a stabilit în Franța. Împreună cu soțul său, Al. Istrati, a reorganizat atelierul lui Constantin Brâncuși la Centrul „Georges pompidou” din Franța în anul 1977.
După un număr de ani de muncă în alb și negru, ea a abordat pictura de culori, în care arată originalitate și o mare prospețime a culorilor în compoziții.
Ea și soțul ei sunt îngropați în cimitirul Montparnasse din Paris, în același loc 
în care este înmormântat și Constantin Brâncuși.